# Phragmatobia reticulata
Phragmatobia reticulata är en fjärilsart som beskrevs av Christ 1887. Phragmatobia reticulata ingår i släktet Phragmatobia och familjen björnspinnare. Inga underarter finns listade i Catalogue of Life.